# Bill O’Connell
Bill O’Connell (* 22. August 1953 in New York City) ist ein US-amerikanischer Jazzmusiker (Piano, Keyboard, Komposition) des Modern Jazz und des Latin Jazz.

## Leben und Wirken
O’Connell studierte Piano am Oberlin Conservatory of Music und arbeitete ab den frühen 1970er-Jahren in der New Yorker Jazzszene; erste Aufnahmen entstanden 1975 mit Bob Emry/Greg Bobulinski (The Tortured Prophet) In den folgenden Jahren spielte er u. a. mit Mongo Santamaría, Dave Valentin, Janet Lawson, ab den 1990er-Jahren auch mit den New York Voices, Emily Remler, Charles Fambrough, Jon Lucien, Nnenna Freelon, Gato Barbieri und Bobby Vince Paunetto. 1978 nahm er sein Debütalbum Searching (Inner City) mit Mike Willens (Bass) und Jeff Papez (Schlöagzeug) auf, gefolgt von einer Reihe weiterer Alben unter eigenem Namen. in den 2000er- und 2010er-Jahren spielt er weiterhin mit Danny Barrett, Bill Connors, Steve Hobbs, John Basile, Conrad Herwig (The Latin Side of Herbie Hancock), Dave Stryker und Andrea Brachfeld. Im Bereich des Jazz war er zwischen 1975 und 2018 an 110 Aufnahmesessions beteiligt. 2019 gehört er Santi Debriano and Flash of the Spirit bzw. dessen Trio mit Tommy Campbell an.
Für sein Arrangement von „Chopsticks“ (auf dem Album Music In Film: The Reel Deal von Richard Baratta) erhielt 2021 eine Grammy-Nominierung in der Kategorie Best Arrangement, Instrumental or A Cappella.

## Diskographische Hinweise
- Love for Sale (Jazz City, 1987) mit Dave Valentin, Alex Foster, Lincoln Goines, Joey Baron, Robby Ameen, Giovanni „Manenquito“ Hidalgo
- Just Friends, Volume 2 : Tribute to Emily Remler (Justice, 1990)
- Signature (Blue Moon, 1993), mit Howard Alston, Grover Washington, Jr., Charles Fambrough, Ricky Sebastian, Pablo Batista
- Voices (CTI Records, 1993), mit Jay Rowe, Charles Fambrough, Ricky Sebastian, Bashiri Johnson, Milton Cardona
- Latin Jazz Fantasy (Random, 2003)
- Triple Play (Savant/High Note, 2007), mit Dave Valentin, Richie Flores
- Rhapsody in Blue (Challenge, 2009), mit Conrad Herwig, Steve Slagle, Dave Samuels, Luques Curtis, David Finck, Steve Berrios, Richie Flores
- Triple Play Plus Three (ZoHo, 2011), mit Dave Valentin, Paquito D’Rivera, Dave Samuels, Richie Flores
- Bill O’Connell & The Latin Jazz All Stars : Zocalo (Savant, 2013), mit Conrad Herwig, Steve Slagle, Luques Curtis, Adam Cruz, Richie Flores, Roman Diaz, Jadele MacPherson (vcl)
- The Power of Two : Steve Slagle & Bill O’Connell (Panorama, 2014)
- Jazz Latin (Savant, 2018), mit Randy Brecker, Conrad Herwig, Andrea Brachfeld, Craig Handy, Dan Carillo, Lincoln Goines, Robby Ameen